# Dimboola
Dimboola (1 863 habitants) est une ville de l'ouest de l'État du Victoria en Australie à 337 km au nord-ouest de Melbourne dans le comté d'Hindmarsh.
Le lac Lochiel (en), aussi appelé Pink Lake, se trouve au nord-ouest de la ville.